# Christian Sprenger
Christian Sprenger (ur. 19 grudnia 1985 w Brisbane) – australijski pływak, trzykrotny medalista igrzysk olimpijskich i sześciokrotny medalista mistrzostw świata.
Do największych sukcesów Sprengera zalicza się zdobycie trzech medali igrzysk olimpijskich. W 2008 roku w Pekinie Sprenger wywalczył w sztafecie na dystansie 4 × 100 m stylem zmiennym srebrny medal (startował w eliminacjach). W 2012 roku Londynie wygrał kolejne dwa medale, srebrny na dystansie 100 m stylem klasycznym i brązowy w sztafecie 4 × 100 m stylem zmiennym.
W 2009 roku Australijczyk zdobył brązowy medal mistrzostw świata w Rzymie na dystansie 200 m stylem klasycznym. W trakcie wyścigu półfinałowego pobił rekord świata wynikiem 2:07,31 min. Na tych samych mistrzostwach wywalczył brązowy medal w sztafecie 4 × 100 m stylem zmiennym (startował w eliminacjach). W 2011 roku na mistrzostwach świata w Szanghaju w wyścigu sztafetowym na 4 × 100 m stylem zmiennym zajął drugie miejsce (startował w eliminacjach).

## Rekordy świata
| Data          | Miejsce | Konkurencja             | Rezultat    | Status                           |
| ------------- | ------- | ----------------------- | ----------- | -------------------------------- |
| 30 lipca 2009 | Rzym    | 200 m stylem klasycznym | 2:07,31 min | do 1 sierpnia 2012 Dániel Gyurta |